# Professor Balthazar
Professor Balthazar (kroatiska: Profesor Baltazar) är en animerad TV-serie från forna Jugoslavien producerad av den kroatiska animationstudion Zagreb Film och animatören Zlatko Grgić. Den producerades i sammanlagt 59 avsnitt åren 1967–1977.

## Handling
Handlingen kretsar kring en professor som med hjälp av en universalmaskin hjälper sina vänner att lösa de problem som uppstår i staden de bor i. Hans vänner arbetar inom olika yrken, och genom seriens lopp blir han även vän med flera olika djur (inklusive möss, sågfiskar och pingviner), som delvis är förmänskligade.
Staden är fantasirikt utformad men placerad i ett europeiskt land. Professorn bor i ett eget hus i staden, med plats för en stor universalmaskin. Staden har bland annat spårvagnar, och i närområdet finns det höga berg som man kan ta sig till via linbana.
Ett inslag som blivit klassiskt är Professor Baltazars flygande tvättmaskin.

## Produktion och distribution
Professor Balthazar hade premiär i den tecknade filmen Izumitelj ("Uppfinnaren") från år 1967. Serien producerades sedan i 59 avsnitt på vardera fem till tio minuter under åren 1967–1977, fördelat på fyra säsonger. Den första visades 1967–68, och de övriga originalvisades 1971 och 1977.
Serien producerades i dåvarande SR Kroatien i forna Jugoslavien och kom att visas i flera länder; serien hade svensk premiär hösten 1970. Professor Balthazar anses ibland som Kroatiens största kulturella export.
Den svenska berättaren var skådespelaren Mathias Henrikson.

## Avsnitt

### Säsong 1 (1967–1968)
1. De märkliga skorna
2. Att vara fyrvaktare
3. Horatios medgångar och motgångar
4. Flygande Fabian
5. Musikern Koko
6. Martin når höjderna
7. Möss och Ben
8. Konst och blommor
9. Lycka för två
10. Stickmobilen
11. Viktors äggomat
12. En stormig historia
13. Stjärnkvartetten

### Säsong 2 (1971)
1. Nattvakten
2. Göra hål
3. Hjälp!
4. Djurdoktorn
5. Regnbågsmaskinen
6. Figaro
7. Den lille skräddaren
8. Semester
9. Hår
10. Regn, regn
11. Problem
12. Klockan
13. Snö

### Säsong 3 (1977)
1. Amadeus ögon
2. Biodlaren Frank
3. De snälla piraterna
4. Lejonets bekymmer
5. Trädgårdsmästaren Helmer
6. Fu-Fu
7. Mulet med grälskurar
8. Pepino
9. Pingvinen Charlie
10. Den barfota tusenfotingen
11. Melocipeden
12. Brandsoldaterna Dripp och Dropp
13. Sågfisken Sigmund

### Säsong 4 (1977)
1. Galna tider
2. Hjärtat i brand
3. Det ledsna lilla spöket
4. Två höga hattar
5. Dansande Willy
6. Leka kull
7. Den försvunna kaninen
8. Clownen Daniel
9. Abraham den upptagna skomakaren
10. Caesar den sjungande flodhästen
11. Pingvinen Axel
12. Affärer är affärer
13. Fågel
14. Sportliv
15. Mästare
16. Gatumusikanter
17. Det stora snarkandet
18. Kärlekens prövningar
19. Bevingad lycka
20. Ett oändligt djävulskap